# ارس باربادوس
ارس باربادوس (نام علمی: Juniperus barbadensis) نام یک گونه از سرده ارس است.